# Kostel svatého Floriána (Stalowa Wola)
Kostel svatého Floriána je římskokatolický dřevěný filiální kostel ve Stalowe Woli v okrese Stalowa Wola v Podkarpatském vojvodství v Polsku. Kostel náleží pod římskokatolický děkanát Stalowa Wola diecéze sandoměřské. Kostel je od roku 2004 kulturní památkou pod registračním číslem A-203 a se nachází na Stezce dřevěné architektury Podkarpatského vojvodství.

## Historie
Dřevěný farní kostel z roku 1802 zasvěcený svatému Janu Gualbertovi byl postaven ve vesnici Stany. V období druhé světové války byla vesnice vysídlena a začleněna do vojenského polygonu pro zkoušky střel V-1 a V-2 a kostel měl být rozebrán. Díky úsilí kněze Józefa Skoczyńského byl kostel přenesen v roce 1939 do Stalowe Woli. Dne 29. listopadu 1943 se stal filiálním kostelem farnosti Rozwadów a byl 12. prosince 1943 zasvěcen svatému Floriánovi. Vnitřek kostela byl obnoven v padesátých letech 20. století stolařským mistrem Józefem Dziurou z Pława. V roce 1979 byl kostel opravován.

## Popis

### Kostel
Kostel je roubená neorientovaná stavba postavena z borovicového dřeva. Kněžiště je menší než loď a je ukončeno trojbokým uzávěrem se dvěma bočními sakristiemi. V průčelí lodi je kruchta. Kostel má dva hřebeny a sedlovou střechu, krytou ze šindelem. Na střeše je šestiboký sanktusník, zakončený cibulovitou plechovou střechou s lucernou. Kostel je obklopen uzavřenými sobotami.
Interiér je obložený a je rozdělen dvěma řadami sloupů. Interiér je zastropen plochými kazetovými stropy. Kruchta s varhanním prospektem je podepřena čtyřmi sloupy. Hlavní oltář a dva boční oltáře jsou postaveny v novobarokním slohu a byly zhotoveny v 19. století.

### Zvonice
Vedle kostela stojí dřevěná zvonice z počátku 19. století. Její štenýřová konstrukce postavena na půdorysu čtverce a je ukončena cibulovou helmicí. Střecha je krytá šindelem. Na vnější boční straně zvonice je ambon.

## Galerie

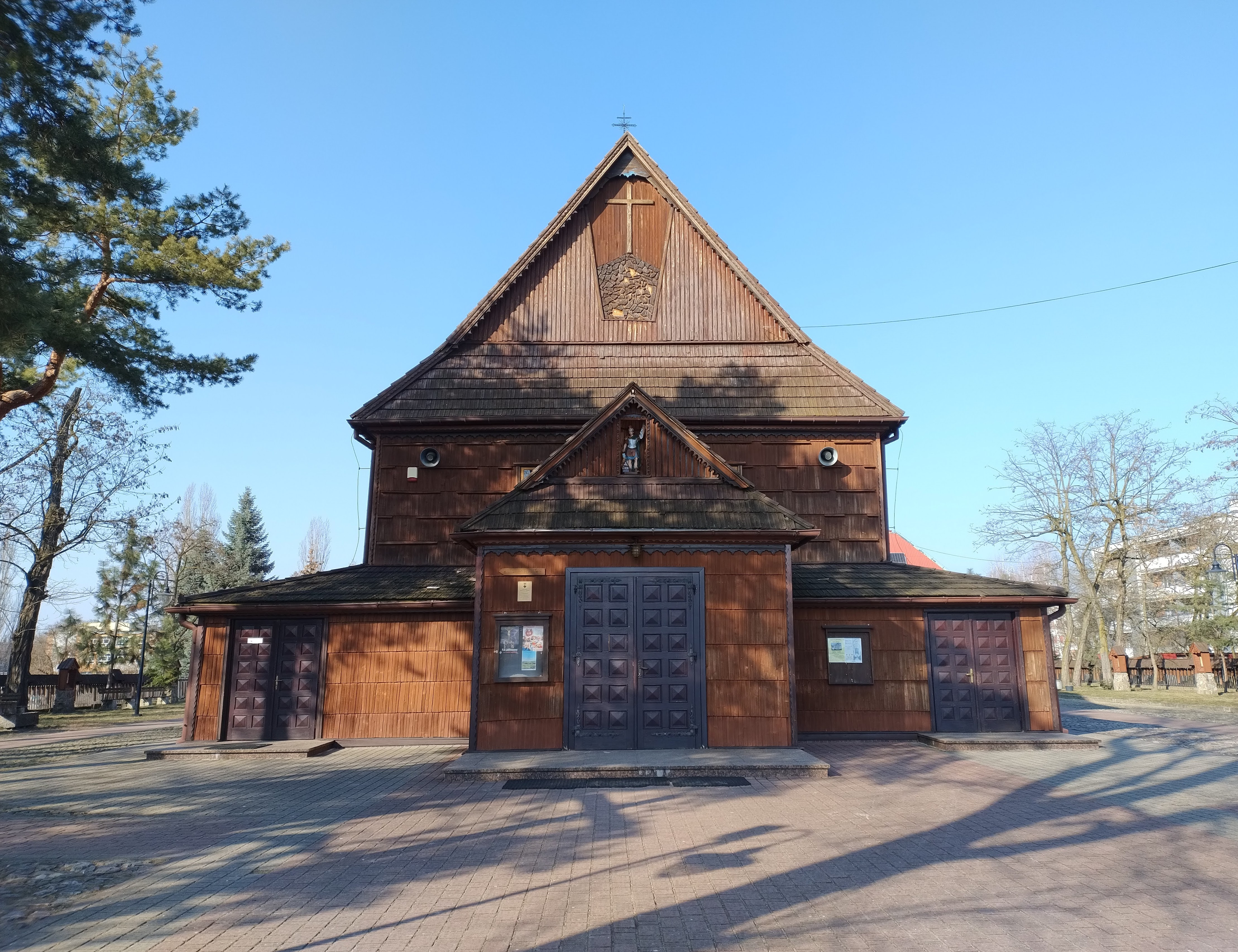
Průčelí kostela
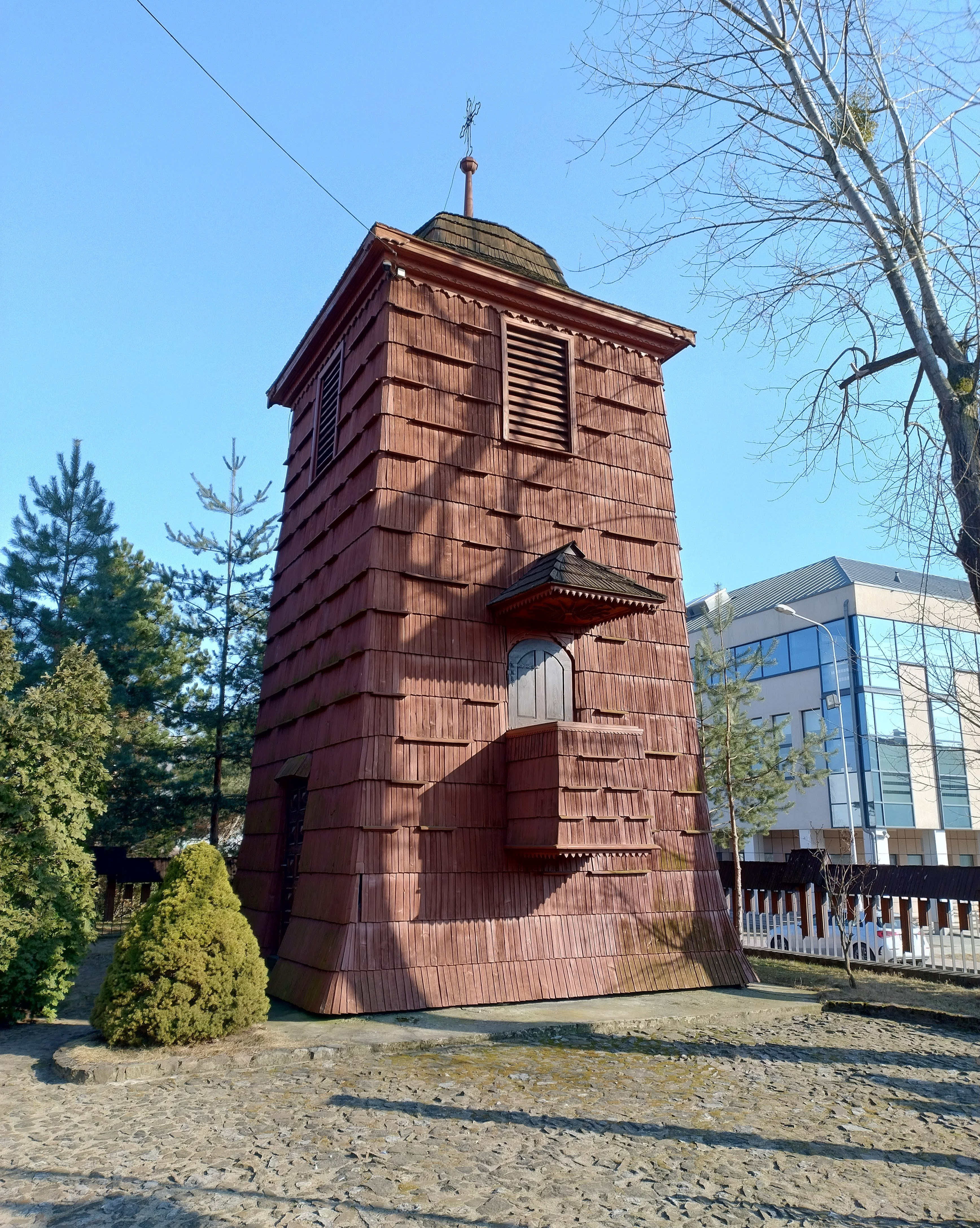
Zvonice